# Torsten Görlitzer
Torsten Görlitzer (* 9. Januar 1964 in Marienberg) ist ein früherer deutscher Rennrodler und nunmehriger Rennrodel-Bundestrainer.
Torsten Görlitzer vom SC Traktor Oberwiesenthal gehörte in der zweiten Hälfte der 1980er Jahre zur erweiterten Spitze des DDR-Rennrodelns und damit auch zur erweiterten Weltspitze im Rennrodeln. In seiner aktiven Zeit stand er meist im Schatten der Weltklasserodler Norbert Loch, Wilfried Vogel, Jörg Hoffmann, Thomas Jacob, Jens Müller und Michael Walter. National konnte er einzig 1986 hinter Jacob und Walter mit Bronze eine Medaille gewinnen. Seinen größten Erfolg erreichte er schon zwei Jahre zuvor, als er sich neben Loch und Walter für die Olympischen Winterspiele 1984 qualifizieren konnte. Bei den Wettkämpfen in Sarajevo begann Görlitzer mit starken Leistungen. Im ersten Lauf fuhr er die zweitbeste Zeit, im zweiten Lauf konnte er die beste Zeit aller Teilnehmer in der Runde erreichen. Nachdem er jedoch den dritten Lauf verpatzte und nur Zehnter wurde, rutschte er aus den Medaillenrängen. Nach dem vierten Lauf wurde er schließlich Fünfter.
Er ist mit der ehemaligen Rennrodlerin Anke Wischnewski verheiratet und hat mit dieser eine gemeinsame Tochter.